# 雙向散射分佈函數
雙向散射分佈函數(Bidirectional scattering distribution function、 BSDF)並沒有明確的用處，不過通常是用在計算光在物體表面的散射，但是不能完全靠雙向散射分佈函數，而必須加以使用雙向反射分佈函數和雙向透射分佈函數。雙向散射分佈函數是首先被Paul S. Heckbert 開始使用。

## 使用BSDF的3D軟體
免費3D軟體Blender的Cycle算圖引擎